# ノルウェー海軍
王立ノルウェー海軍（ノルウェーかいぐん、ブークモール：Sjøforsvaret、ニーノシュク：Sjøforsvaret）はノルウェー王国の海軍。

## 概要
2009年時点で現役兵総員約3,150人、内徴集兵は約1,250人。予備役は約320人。
海上防衛を任務とし、沿岸警備隊も傘下に組み込んでいる。ベルゲン近郊のハーコンスヴァーン海軍基地を拠点とし、ノルウェー海・北海に展開している。

## 歴史
ノルウェー海軍の歴史は、10世紀のホーコン善王によるライダング(税金徴収部隊)の設立にまで遡るとされる。この頃、ノルウェーはヴァイキング国家であった。16世紀のデンマーク＝ノルウェー時代には、デンマーク海軍との二重王国共通の海軍組織となっていた。1814年以降のスウェーデン＝ノルウェー同君連合においては、軍はスウェーデンのものと分離され、独立したノルウェー海軍が維持された。なお、ノルウェーは1905年に同君連合を解消し、完全独立している。20世紀初頭時点では海防戦艦を主力としていた。
第一次世界大戦中はノルウェーは中立であったが、海軍にとってはドイツのUボートや仮装巡洋艦は脅威であった。
第二次世界大戦において、1940年にナチス・ドイツが北欧へ侵攻するとこれに対抗した。特にオスロ・フィヨルドへ侵入したドイツ艦隊に対し、海軍のオスカシボルグ要塞は沿岸砲および陸上発射魚雷によりブリュッヒャーを撃沈している。しかしその後、ノルウェー全土がナチス・ドイツに占領されると、ノルウェー王室ともにイギリスへ逃れて、戦争を継続し、1944年にはノルマンディー上陸作戦にも参加した。
冷戦期はソ連に接する地域でもあり、対ソ防衛が重視された。軽快艦艇を中心に整備し、沿岸防衛を重視していた。
2009年時点の兵力は約3,700名。ベルゲンに主基地があり、フリゲート3隻を主力に、潜水艦・ミサイル艇を有している。フロッグマン部隊および沿岸レンジャー部隊（海兵隊）も編制に含まれている。

## 組織
海軍は海軍総監の下、戦隊、海軍学校、沿岸警備隊で構成されている。
- 沿岸戦隊
  - フリゲート隊
  - 潜水艦隊
  - 沿岸哨戒（MTB）隊
  - 機雷戦隊
  - 海軍猟兵隊（沿岸猟兵、海軍猟兵中隊、機雷処理小隊）
  - 後方支援隊
  - 海軍衛生隊
  - ヴァードウス要塞司令室（Vardøhus、ヴァードー）
- 海軍学校
  - KNM ハラルド・ハールファグレ（海空軍共通の基本教育を担当する新兵訓練施設、ローガラン県スタヴァンゲル）
  - KNM トルデンスキョル（海軍訓練と海上戦闘教育の施設）
  - 海軍士官候補生学校（ヴェストフォル県ホルテン）
  - 海軍士官学校（ホルダラン県ベルゲン）
  - ベルゲン要塞司令室
- 沿岸警備隊
  - 北部沿岸警備隊
  - 南部沿岸警備隊

## 階級
| 士官                     |                       |  |      |
| 海軍大将                 | Admiral               |  | OF-9 |
| 海軍中将                 | Viseadmiral           |  | OF-8 |
| 海軍少将                 | Kontreadmiral         |  | OF-7 |
| 海軍代将                 | Flaggkommandør        |  | OF-6 |
| 海軍大佐                 | Kommandør             |  | OF-5 |
| 海軍中佐                 | Kommandørkaptein      |  | OF-4 |
| 海軍少佐                 | Orlogskaptein         |  | OF-3 |
| 海軍大尉                 | Kapteinløytnant       |  | OF-2 |
| 海軍中尉                 | Løytnant              |  | OF-1 |
| 海軍少尉                 | Fenrik                |  | OF-1 |
| 准士官および下士官、兵卒 |                       |  |      |
| 上級兵曹長               | Sjefsmester           |  | OR-9 |
| 兵曹長                   | Flaggmester           |  | OR-9 |
| 上級上等兵曹             | Orlogsmester          |  | OR-8 |
| 上等兵曹                 | Flotiljemester        |  | OR-7 |
| 一等兵曹                 | Skvadronsmester       |  | OR-6 |
| 二等兵曹                 | Ledende Kvartermester |  | OR-5 |
| 三等兵曹                 | Kvartermester         |  | OR-5 |
| 上級水兵長               | Ledende konstsbel     |  | OR-4 |
| 水兵長                   | Konstabel             |  | OR-4 |
| 上級上等水兵             | Ledende visekonstabel |  | OR-3 |
| 上等水兵                 | Visekonstabel         |  | OR-2 |
| 一等水兵                 | Ledende menig         |  | OR-1 |
| 二等水兵                 | Menig                 |  | OR-1 |

## 主要基地・施設
- ハーコンスヴァーン海軍基地（ホルダラン県ベルゲン、海軍の主要基地）
- オーラウスヴァーン基地（Olavsvern：トロムス県トロムソ、小艦艇の支援、2009年に閉鎖）
- カールヨハンソンスヴァーン基地（Karljohansvern：ヴェストフォル県ホルテン、教育施設）
- ラムスンド（ヌールラン県チェルスン、特殊作戦部隊/海軍猟兵司令部）
- トロンデネス要塞（トロムス県ハーシュタ、沿岸猟兵司令部）
- ソルトラン（北部沿岸警備隊）

## 装備

### 艦艇
2011年6月現在。『Jane's Fighting Ships 2011-2012』より。
過去に就役した艦艇については「ノルウェー海軍艦艇一覧」を参照。
通常動力型潜水艦
- 212CD型×0（4隻計画中）
- ウーラ級×6

ウーラ（S300 Ula） - 1989年
ウートシラ（S301 Utsira） - 1992年
ウートステイン（S302 Utstein） - 1991年
ウートヴァール（S303 Utvaer） - 1990年
ウートハウグ（S304 Uthaug） - 1991年
ウーレット（S305 Uredd） - 1990年
フリゲート
- フリチョフ・ナンセン級×4

フリチョフ・ナンセン（F310 Fridtjof Nansen） - 2006年
ロアール・アムンセン（F311 Roald Amundsen） - 2007年
オットー・スヴェルドルップ（F312 Otto Sverdrup） - 2008年
トール・ヘイエルダール（F314 Thor Heyerdahl） - 2011年
ミサイル艇
- シェル級[4]×6

シェル（P960 Skjold） - 2011年
ストルム（P961 Storm） - 2010年
スクッド（P962 Skudd） - 2010年
スタイル（P963 Steil） - 2011年
グリムト（P964 Glimt） - 2012年
グニスト（P965 Gnist） - 2012年
高速哨戒艇
- IC 20 M Interceptors×2

- 90N型（en:Combat Boat 90）×16

トロンデネス（L4510 Trondenes）、ヒスネス（L4511 Hysnes）、ヘレン（L4512 Hellen）、トーロス（L4513 Torås）、モヴィーク（L4514 Møvik）、スクロールスヴィーク（L4520 Skrolsvik）、クロークネス（L4521 Kråkenes）、スタングネス（L4522 Stangnes）、ショコイ（L4523 Kjøkøy）、モルヴィーカ（L4524 Mørvika）、コポス（L4525 Kopås）、タンゲン（L4526 Tangen）、オッダンナ（L4527 Oddane）、モールメヤ（L4528 Malmøya）、ソヴィクネス（L4531 Søviknes）、オステルネス（L4532 Osternes）
- Alusafe 1290型×7

L4540-4546
- Alusafe 1300型×4

（SHV101 Hårek）、（SHV104 Kvitsøy）、（SHV105 Slotterøy）、（SHV106 Halten）
- Gyda級×2

（SHV102 Hvasser）、（SHV103 Hekkingen）
機雷掃討艇
- オクソイ級×3

カルモイ（M341 Karmøy） - 1994年
マロイ（M342 Mårøy） - 1995年
ヒンネイ（M343 Hinnøy） - 1995年
掃海艇
- アルタ級×3

アルタ（M350 Alta） - 1996年
オルタ（M351 Otra） - 1996年
ラウマ（M352 Rauma） - 1996年
情報収集艦
- （Marjata） - 1994年

測量艦
- （Geofjord） - 1958年
- Oljevern型×4

Oljevern 01 - 1978年
Oljevern 02 - 1978年
Oljevern 03 - 1978年
Oljevern 04 - 1978年
練習艇
- Kvarnen級×2

P361 Kvarnen - 2011年
P362 Nordnes - 2011年
支援艦
- ヴァルキリエン（A535 Valkyrien） - 1981年
- ティールN50 Tyr） - 1981年

王室ヨット
- ノルゲ（A533 Norge） - 1937年

貨物艇
- （HD2 Viken） - 1984年
- （HM3 Torpen） - 1977年

人員輸送艇
- （HP15 Hitra）

魚雷揚収艇
- （HT3 Karlsøy） - 1978年

港内曳船
- （HS4 Sleipner） - 2002年
- （HS5 Mjølner） - 2002年

### 航空機
2022年6月現在。『Jane's Fighting Ships 2022-2023』より。
固定翼機
- ロッキード P-3C ×4
- ロッキードP-3N ×2

回転翼機
- NHインダストリーズ NH90 NFH×12
- アグスタウェストランドAW101×10
- ウェストランド シー・キング Mk.43B×11

## 旗

?政府公用旗・軍旗・軍艦旗
海軍用国籍旗
海軍大将旗（階級旗）
海軍中将旗（階級旗）
海軍少将旗（階級旗）
海軍准将旗（階級旗）